# Baviácora
Baviácora (del idioma ópata: Vät cora: "Corral en el agua o agua acorralada") es un pueblo mexicano ubicado en el centro del estado de Sonora, cercano a la zona baja de la Sierra Madre Occidental y del paso del río Sonora por esa región, el pueblo es cabecera municipal y la localidad más habitada del municipio de Baviácora. Según datos del Instituto Nacional de Estadística y Geografía (INEGI), en 2020 Baviácora contaba con 1,761 habitantes. 
Fue fundado en 1639 por el misionero jesuita Bartolomé Castaño, bajo el nombre de Nuestra Señora de la Purísima Concepción de Baviácora, como una misión jesuítica con el propósito de evangelizar a las tribus ópatas que habitaban en ese lugar en los tiempos de la conquista.
Su nombre proviene de la lengua indígena de los ópatas, originalmente de la palabra Vavaia, que se interpreta como: "La hierbabuena que crece en el río", conocido el origen así por los naturales de la región. Mientras que se ha expresado otra etimología y significado del nombre, proveniente de las raíces lingüísticas Vät que significa "agua" y Cora que significa "corral".
El pueblo se encuentra 247 km al sureste de la ciudad fronteriza de Heroica Nogales, a 133 km al noreste de Hermosillo la capital estatal, a 463 km al sureste del ciudad portuaria de Puerto Peñasco, y a 386 km al norte de Ciudad Obregón, la segunda ciudad más importante del estado. Baviácora está asentado sobre la carretera estatal 89, vía por donde circula la ruta turística del río Sonora, y el pueblo es uno de los destinos visitados por los turistas, debido a su antigüedad y arquitectura.

## Historia

### Fundación
El territorio donde actualmente se encuentra el pueblo, estuvo ocupado desde mucho antes de la llegada de los españoles por los indígenas ópatas. En 1637 el general español Pedro de Perea, llegó a explorar esta zona, logrando conquistarla sometiendo a la etnia que la habitaba. En el año de 1639, con el avance de los colonizadores hacia el norte de la Nueva España, llegaron a esta zona exploradores y evangelizadores jesuitas para predicar el catolicismo a los indios nativos, fue ahí cuando el padre de origen portugués Bartolomé Castaño, fundó una misión religiosa en este lugar y así tener un asentamiento estable dedicado a la evangelización de éstos, llamó a la misión Nuestra Señora de la Concepción de Baviácora.

### Creación de su municipio
A principios del siglo XIX, ya Baviácora como centro de población más importante, el pueblo y sus alrededores estaban bajo la jurisdicción del Distrito de Arizpe, cuando el antiguo Estado de Occidente (hoy gran parte de Sonora) se dividía en distritos, fijado en la Constitución local de 1917, bajo la Ley Número 68.
Baviácora estaba siendo administrado por un juez de paz, y hasta la segunda mitad del mismo siglo, obtuvo por primera vez la categoría de municipio. Después, el 26 de diciembre de 1930 bajo la Ley Número 68 perdió la municipalidad y fue incorporado al municipio de Arizpe. Y hasta el 13 de mayo de 1931 se rehabilitó como municipio libre e independiente definitivamente. Un año después el 13 de abril de 1932 se creó el municipio de Aconchi y el de Baviácora sufrió una reducción en su territorio, ya que el nuevo municipio se llevó bajo su jurisdicción varias localidades.

## Geografía
Véase también: Geografía del municipio de Baviácora.
El pueblo de Baviácora se encuentra localizado en la zona centro del estado de Sonora, bajo las coordenadas geográficas 29°42' de latitud norte y  110°09' de longitud oeste del meridiano de Greenwich, a una elevación media de 553 metros sobre el nivel del mar. Se ubica en el centro del territorio de su municipio, el cual limita al norte con el municipio de Aconchi, al noreste con el de Cumpas, al este con el de Moctezuma al sur con el de Villa Pesqueira y al suroeste con el de Ures.
Su territorio cercano es generalmente plano, con medianas elevaciones como las sierras de: Aconchi, Hierbas del Manso, Bellotas, El Tizado, Baviácora, Juan Manuel, San Carlos, Rodandero, las Moras y la Pinta y elevaciones importantes como el Cerro la Calera y el Cerro Chihuahuita. Con suelos que se componen de cambisol,  litosol y regosol, y su uso principalmente es ganadero, forestal y agrícola.
Pertenece a la región hidrológica Sonora Sur. Sus recursos hidrológicos son proporcionados principalmente por el río Sonora.

### Clima
Cuenta con clima seco–cálido. La temperatura media anual es de 22.3°C, la media máxima anual es de 29.3 °C, la media mínima anual es de 15.3 °C, mientras que sus temperaturas récords han sido 48 °C como la más alta y -2 °C como la más baja registradas en los últimos 60 años. El régimen de lluvias se registra entre los meses de julio y agosto, contando con una precipitación media anual de 440.2 milímetros, presentándose heladas de diciembre a febrero.
| Parámetros climáticos promedio de Baviácora, Sonora (1951-2010)                  | Parámetros climáticos promedio de Baviácora, Sonora (1951-2010) | Parámetros climáticos promedio de Baviácora, Sonora (1951-2010) | Parámetros climáticos promedio de Baviácora, Sonora (1951-2010) | Parámetros climáticos promedio de Baviácora, Sonora (1951-2010) | Parámetros climáticos promedio de Baviácora, Sonora (1951-2010) | Parámetros climáticos promedio de Baviácora, Sonora (1951-2010) | Parámetros climáticos promedio de Baviácora, Sonora (1951-2010) | Parámetros climáticos promedio de Baviácora, Sonora (1951-2010) | Parámetros climáticos promedio de Baviácora, Sonora (1951-2010) | Parámetros climáticos promedio de Baviácora, Sonora (1951-2010) | Parámetros climáticos promedio de Baviácora, Sonora (1951-2010) | Parámetros climáticos promedio de Baviácora, Sonora (1951-2010) | Parámetros climáticos promedio de Baviácora, Sonora (1951-2010) |
| Mes                                                                              | Ene.                                                            | Feb.                                                            | Mar.                                                            | Abr.                                                            | May.                                                            | Jun.                                                            | Jul.                                                            | Ago.                                                            | Sep.                                                            | Oct.                                                            | Nov.                                                            | Dic.                                                            | Anual                                                           |
| -------------------------------------------------------------------------------- | --------------------------------------------------------------- | --------------------------------------------------------------- | --------------------------------------------------------------- | --------------------------------------------------------------- | --------------------------------------------------------------- | --------------------------------------------------------------- | --------------------------------------------------------------- | --------------------------------------------------------------- | --------------------------------------------------------------- | --------------------------------------------------------------- | --------------------------------------------------------------- | --------------------------------------------------------------- | --------------------------------------------------------------- |
| Temp. máx. abs. (°C)                                                             | 32.0                                                            | 31.0                                                            | 38.0                                                            | 44.0                                                            | 45.0                                                            | 48.0                                                            | 45.0                                                            | 46.0                                                            | 45.0                                                            | 41.0                                                            | 36.8                                                            | 33.0                                                            | 48.0                                                            |
| Temp. máx. media (°C)                                                            | 20.0                                                            | 21.9                                                            | 25.2                                                            | 29.6                                                            | 33.7                                                            | 38.2                                                            | 37.4                                                            | 36.4                                                            | 34.1                                                            | 30.7                                                            | 24.3                                                            | 19.9                                                            | 29.3                                                            |
| Temp. media (°C)                                                                 | 14.0                                                            | 15.5                                                            | 18.0                                                            | 22.0                                                            | 25.7                                                            | 29.8                                                            | 30.2                                                            | 29.3                                                            | 27.7                                                            | 23.4                                                            | 17.8                                                            | 14.1                                                            | 22.3                                                            |
| Temp. mín. media (°C)                                                            | 8.0                                                             | 9.1                                                             | 10.9                                                            | 14.3                                                            | 17.7                                                            | 21.3                                                            | 22.9                                                            | 22.3                                                            | 21.2                                                            | 16.1                                                            | 11.4                                                            | 8.2                                                             | 15.3                                                            |
| Temp. mín. abs. (°C)                                                             | 0.0                                                             | 2.0                                                             | 1.0                                                             | 1.0                                                             | 6.0                                                             | 11.0                                                            | 15.5                                                            | 12.0                                                            | 10.0                                                            | 7.5                                                             | 4.8                                                             | -2.0                                                            | -2.0                                                            |
| Precipitación total (mm)                                                         | 31.8                                                            | 19.9                                                            | 15.8                                                            | 4.3                                                             | 1.5                                                             | 18.8                                                            | 125.8                                                           | 102.4                                                           | 45.8                                                            | 15.2                                                            | 21.1                                                            | 37.8                                                            | 440.2                                                           |
| Días de precipitaciones (≥ 0.1 mm)                                               | 2.8                                                             | 1.6                                                             | 1.4                                                             | 0.7                                                             | 0.3                                                             | 1.7                                                             | 10.4                                                            | 9.1                                                             | 4.4                                                             | 1.3                                                             | 1.6                                                             | 3.0                                                             | 38.3                                                            |
| Fuente: Servicio Meteorológico Nacional. Actualizado el 23 de noviembre de 2016. |                                                                 |                                                                 |                                                                 |                                                                 |                                                                 |                                                                 |                                                                 |                                                                 |                                                                 |                                                                 |                                                                 |                                                                 |                                                                 |

## Demografía
De acuerdo a los datos del Censo de Población y Vivienda realizado en 2020 realizado por el Instituto Nacional de Estadística y Geografía (INEGI), el pueblo tiene un total de 1,761 habitantes, de los cuales 894 son hombres y 867 son mujeres. En 2020 había 870 viviendas, pero de estas 552 viviendas estaban habitadas, de las cuales 138 estaban bajo el cargo de una mujer.
El 92.9% de sus pobladores pertenece a la religión católica, el 6.08% es cristiano evangélico/protestante o de alguna variante, mientras que el 0.97% no profesa ninguna religión.

### Educación y salud
Según el Censo de Población y Vivienda de 2020; 7 niños de entre 6 y 11 años (0.4% del total), 6 adolescentes de entre 12 y 14 años (0.34%), 79 adolescentes de entre 15 y 17 años (4.49%) y 39 jóvenes de entre 18 y 24 años (2.21%) no asisten a ninguna institución educativa. 21 habitantes de 15 años o más (1.19%) son analfabetas, 18 habitantes de 15 años o más (1.02%) no tienen ningún grado de escolaridad, 166 personas de 15 años o más (9.43%) lograron estudiar la primaria pero no la culminaron, 75 personas de 15 años o más (4.26%) iniciaron la secundaria sin terminarla, teniendo el pueblo un grado de escolaridad de 9.26.
La cantidad de población que no está afiliada a un servicio de salud es de 285 personas, es decir, el 16.18% del total, de lo contrario el 83.76% sí cuenta con un seguro médico ya sea público o privado. Con datos del mismo censo, 136 personas (7.72%) tienen alguna discapacidad o límite motriz para realizar sus actividades diarias, mientras que 14 habitantes (0.8%) poseen algún problema o condición mental.

### Instituciones educativas
El 2010 se tenían registradas 6 centros educativos en el pueblo:
- Un preescolar comunitario, de carácter público administrado por el gobierno federal;[18]
- El preescolar "Adela Paz Córdova", público estatal;[19]
- El preescolar "Margarita Maza de Juárez", público federal;[20]
- La escuela primaria "Cuitláhuac", pública federal;[21]
- La escuela primaria "General Abelardo L. Rodríguez", pública estatal;[22]
- La escuela secundaria "Profesor Eduardo W. Villa", público estatal.[23]

### Población histórica
Evolución de la cantidad de habitantes desde el evento censal del año 1900:
| Año           | 1900  | 1910 | 1921 | 1930 | 1940  | 1950  | 1960  | 1970  | 1980  | 1990  | 1995  | 2000  | 2005  | 2010  | 2020  |
| Población     | 1,595 | 930  | 997  | 976  | 1,287 | 1,317 | 1,596 | 2,049 | 2,339 | 2,037 | 1,942 | 1,974 | 1,886 | 1,890 | 1,761 |
| Fuente: INEGI |       |      |      |      |       |       |       |       |       |       |       |       |       |       |       |

## Gobierno
Véase también: Gobierno del municipio de Baviácora.
Baviácora es una las 16 localidades que forman el municipio de Baviácora, y por ser cabecera, es la sede del gobierno municipal, cuyo ayuntamiento está integrado por un presidente municipal, un síndico, 3 regidores de mayoría relativa y 2 de representación proporcional, elegidos cada tres años.
Forma parte de los siguientes distritos electorales:
- Local
  - VI Distrito Electoral del Congreso del Estado de Sonora.

- Federal
  - IV Distrito Electoral Federal de Sonora de la Cámara de Diputados de México.

## Cultura
La localidad es uno de los pueblos que fueron fundados como misiones religiosas por el misionero portugués Bartolomé Castaño sobre la ribera del Río Sonora, en la época de la colonia, por lo tanto la arquitectura de sus calles y construcciones son muy antiguas ya que datan del siglo XIV. La cultura actual de la región se presenta en las costumbres de sus habitantes, mayormente visten atuendo vaquero sonorense, se escucha música norteña y entre otras modalidades que se acostumbran realizar en rancherías.

### Deporte
El deporte más practicado en el pueblo y la zona es el beisbol. El pueblo tienen su propio equipo denominado Chiltepineros y participa en la Liga del Río Sonora junto con otros 7 equipos.

### Monumentos, sitios y edificios históricos
- Iglesia antigua de la misión de Nuestra Señora de la Purísima Concepción de Baviácora, construida en el siglo XVIII;[25]
- La iglesia nueva de Nuestra Señora de la Purísima Concepción, construida en el siglo XX.[9]
- Monumento a Benito Juárez, expresidente de México;
- Monumento a Luis Aguilar
- Monumento a Bartolomé Castaño, su fundador;
- Monumento a Eduardo W. Villa, en la plaza del mismo nombre;[26]
- Plaza Miguel Hidalgo y Costilla.[27]
- La arquitectura colonial de las comisarías cercanas.
- Paseo campestre Terahuácachi.
- Estadio Francisco "Güero Rábago.

|                                                                |
| A la izq. el templo antiguo e histórico, y a la der. el nuevo. |

|                                                             |
| El nuevo templo de Nuestra Señora de la Purísima Concepción |

|                            |
| Interior del nuevo templo. |

|                              |
| Estatua a Bartolomé Castaño. |

|                        |
| Plaza Miguel Hildalgo. |

### Fiestas y celebraciones
- 3 de mayo, día de la Santa Cruz;
- 30 de octubre, Baile de la amistad;
- 3 de diciembre, Fiesta patronal en honor a San Francisco de Asís;[28]
- 8 de diciembre, fiesta en honor de La Purísima Concepción de María;
- 12 de diciembre, fiesta en honor a la Virgen de Guadalupe;
- Cada viernes es costumbre visitar a "El Señor del Retiro" en la localidad de El Molinote.[29]

### Turismo
El turismo es una actividad reciente del pueblo, ya que por este lugar circula una ruta turística llamada Ruta del río Sonora, la cual es ejecutada y promocionada por la Comisión de Fomento al Turismo de Sonora (COFETUR) y la Oficina de Convenciones y Visitantes del Río Sonora (OCVR), la ruta recorre 9 pueblos coloniales desde la ciudad de Hermosillo hasta la ciudad de Cananea, y Banámichi, es uno de los atractivos del paseo. Los turistas llegan aquí para apreciar los monumentos históricos y la antigüedad presentada en sus callejones y muros. Y desde 2011 se le incluyó en la "Ruta Gastronómica"